# Rodrigo Frutos
Rodrigo Daniel Frutos Cristaldo (* 6. Januar 2003 in Piribebuy) ist ein paraguayischer Fußballtorhüter.

## Karriere

### Verein
Aktuell noch im Dienst der U23 von Olimpia Asunción bekam er am 19. August 2023 schon sein Erstliga-Debüt bei einem 1:1 gegen den Guaireña FC.

### Nationalmannschaft
Mit der paraguayischen U20 bestritt er im September 2022 sein erstes Freundschaftsspiel. Nachdem er bei den Südamerikaspielen 2022 nicht dabei war, gehörte er aber mit zum Kader bei der Südamerikameisterschaft 2023 und bekam hier zwei Einsätze.
Im Dezember 2023 wurde er erstmals für die paraguayische U23 für die Vorbereitung vor dem Qualifikationsturnier für Olympia nominiert. Dort kam er auch einmal zum Einsatz. Bei dem Turnier selbst stand er dann ebenfalls bei einem Spiel im Tor. Am Ende landete er mit seinem Team hier auf dem zweiten Platz der Endgruppe und qualifizierte sich so für die Spiele in Paris.